# Майкл Щур
Майкл Емельянович Щур (настоящее имя Рома́н Ива́нович Винто́нов (укр. Роман Іванович Вінтонів); род. 5 марта 1982, Караганда, Казахская ССР) — украинский тележурналист, актёр, сценарист, музыкант.

## Биография
Роман Винтонов родился в городе Караганда (Казахстан) и вырос в городе Долина Ивано-Франковской области.
К концу школы готовился стать экономистом, но поступил на факультет журналистики Львовского государственного университета имени Ивана Франко, где окончил кафедру телевидения и радиовещания. В течение учебного года стажировался в хмельницкой газете «Е» и на львовском ТРК «Люкс», куда его потом пригласили работать на телестудии. После этого около года работал на телеканале «К1».
С января 2007 года работал журналистом на телеканале «Интер», с мая 2007 года — журналист ООО «Национальные информационные системы» (НИС), производившей новости для этого телеканала. Был репортером программы «Подробности недели». После смены руководства и редакционной политики НИСу на провластную и увольнения руководителя международного отдела Натальи Гуменюк 11 декабря 2009 также уволился оттуда.
С 15 января 2010 года работал журналистом в «Украинской службе BBC».
С июня 2010 года занимал должность шеф-редактора информационной службы телеканала «ZIK», а с сентября — был также ведущим программы «Взгляд на неделю». В это время Винтонов отвечал за запуск и выход программ «Обзор дня», «Взгляд на неделю», прогноза погоды и «На самом деле это серьёзно». В последней программе сочетались элементы скрытой камеры, юмора и общественной проблематике. В ноябре 2010 года покинул телеканал.
С февраля 2012 года Роман Винтонов работал старшим редактором ток-шоу «Говорит Украина» на телеканале «Украина».
В феврале-марте 2012 года перешёл из редакции «Завтрака с 1+1» в департамент журналистских расследований канала «1+1». Однако первый же его сюжет для программы «Деньги» не вышел в эфир. Главный редактор департамента Максим Сухенко пояснил, что «веселый стебный сюжет» Винтонива в стиле «наработанном» в Завтраке, не подпадает под формат программы.
С марта 2013 года выходит программа "Но есть одно «но» ("Але є одне «але» (АЄОА)), автором и ведущим которой является Роман Винтонов в образе Майкла Щура. Программа является некоммерческим проектом, осуществляется совместно с сайтом ukrlife.tv. Впоследствии соавторами сценария стали также Евгений Самойленко и Андрей Кондратенко.
26 апреля 2014 года, за месяц до президентских выборов 2014 года на Украине, Роман Винтонов совместно с «Hromadske.tv» начал снимать программу «Вйо к Трону», в которой он в образе Майкла Щура изучал кандидатов на пост президента. После выборов, начиная с 3 июня 2014 года, вышло ещё четыре выпуска программы под изменённым названием — «Уже на троне».
18 октября 2014 года на «Первом национальном» состоялась премьера нового еженедельного сатирического дайджеста новостей «Утеодин» с ведущим Романом Винтонивым в образе Майкла Щура. Креативный продюсер проекта — Евгений Самойленко, сценаристы и редакторы — Андрей Кондратенко, Александр Очаковский, Юрий Космина.
Роман Винтонов называет свои творческие методы небанальной журналистики «дурналистикой» и «хулналистикой» (хулиганской журналистикой).
В июле 2015 года был мобилизован, в сентябре 2016 года победил в соревнованиях снайперских групп ВСУ. 18 октября 2016 года был демобилизован.
В 2016 году в начинает выходить юмористический еженедельник «Ґрати, песик, дужка, гривня, знак питання, долар, нуль».

## Майкл Щур
Майкл Щур — комедийный персонаж, созданный Романом Винтоновым. По легенде Майкл Щур является корреспондентом телеканала «УТ-Торонто» украинской диаспоры Канады, командированный на Украину перед парламентскими выборами 2012 года, чтобы сделать интервью с местными политиками. В Канаде он оставил свою жену Аманду, которая потом приехала к нему на территорию Украины. Имеет двоюродную сестру Татьяну Щур.

## Музыка
В свободное время Роман Винтонов пишет музыку. Участвовал в львовской группе «Трейсер», а также в созданном вместе с друзьями группе «Экстра! Экстра» в Киеве.
Песня «Гитарный перебор», исполненная в образе Майкла Щура, получила известность во время Евромайдана.

## Семья
Бывшая супруга — журналистка Анна Бабинец. 31 января 2015 родилась дочь Екатерина. 22 мая 2019 года супруги развелись.